# Карски мир
Карски мир (јерм. Կարսի պայմանագիր; рус. Карсский договор) је пријатељски споразум потписан 13. октобра 1921. године у Карсу и ратификован 11. септембра 1922. године у Јеревану. Земље потписнице укључује представнике Велике Народне скупштине Турске, која је 1923. године прогласила Републику Турску, као и представнике будуће совјетске Јерменије, совјетског Азербејџана, и совјетске Грузије, који су тада били у саставу Совјетског Савеза након Споразума о савезу из децембра 1922. године, уз учешће бољшевичке Русије. 
Овај мировни споразум наследник је ранијег Споразума из Москве, потписаног марта 1921. године, и Брест-литовског мира, којим је Русија изашла из Првог светског рата и којим су одређене данашње границе између Турске и јужнокавкаских држава. Ови договори помогли су окончању Битке за Сардарабад и целог Кавкаског похода. 
Већина територија уступљених Турској, освојила је Царска Русија од Османског царства током Руско-турског рата 1877-78. године, изузев области Сурмали, која је споразумом у Туркменчају припојена Русији последњег Руско-персијског рата са Ираном.